# جان پیس
جان پیس، (به انگلیسی: John Peace) (زاده ۲ مارس ۱۹۴۹) کارآفرین، بانکدار و مدیر ارشد اجرایی بریتانیایی است، که در حال حاضر به‌عنوان رییس هیئت مدیره شرکت‌های اکسپریان، بوربری و بانک استاندارد چارترد، فعالیت می‌نماید.